# 夫の家庭を壊すまで
『夫の家庭を壊すまで』（おっとのかていをこわすまで）は、赤石真菜による日本の漫画作品。『HykeComic』（HykeComic）にて、2023年10月5日より2024年7月18日にかけて連載。HykeComicとアミューズが共同製作したウェブトゥーン。
夫の不倫に気付いた主人公が復讐をする物語。
2024年7月よりテレビ東京系「ドラマプレミア23」枠でテレビドラマが放送された。

## あらすじ
主人公・如月みのり。彼女は学生時代から交際していた勇大と結婚する。息子・翼が誕生し、3人で幸せな日々を送っていた。ある日、勇大の携帯の通知を見てしまったことで彼の不倫を疑い始める。案の定、勇大の後を追うと、彼は見知らぬ女性・三宅理子と息子・渉の3人で楽しそうに食事する姿を目撃する。夫が長年不倫をしていたことを知ったみのりは、勇大が大切にする家庭を壊すために、復讐を企てる。

## 登場人物
如月 みのり（きさらぎ みのり）→ 久米 みのり（くめ みのり）
主人公。（初登場時）31歳 →（7年後）38歳。旧姓：久米。
生まれた頃から父親の顔は知らず苦労の多い母子家庭で育ったが、幼少時に母親を交通事故で失い母方の祖父に引き取られ育った。
「TSUKISHIRO JEWELRY」のブレスレットは亡き母の形見で、高校生時点からずっと身につけている。
2歳年上の勇大とは高校時代から10年以上の交際を経て結婚。専業主婦として一児を儲けて幸せな家庭を築くが、勇大の裏切りを知り失望。25年前に孤独に死んでいった母親と同じ思いになりたくない気持ちもあり、息子と新しい幸せを築くために勇大のもう一つの家庭に復讐することを決意する。チューターとして学習塾に一時期的に勤めていたとき勇大の不倫相手の息子・渉と知り合って接触し、次第に距離を縮めるなかで渉に勇大の不倫を話す。渉を見ていると昔の自分と似ていて放っておけない。
勇大の不倫の証拠を掴むうちに勇大が自分と実父の財産目当てで近づき裕美と理子とで既に計画されていたことを知り離婚を決意する。
勇大との離婚後は翼の親権を得る。渉に一旦別れを告げて翼とともに海に近い田舎に移住する。7年後（2031年）の時点でキッズカフェ「Garden」を経営していて、保護者の常連客たちからも信頼は厚い。

如月 勇大（きさらぎ ゆうだい）
みのりの夫。理子の不倫相手。（初登場時）33歳 →（7年後）40歳。大手食品メーカーの営業部に勤務。
イケメンで営業部のエースとして仕事ができ社内の人望は厚いが、家庭では育児や家事に協力的でない。また、みのりと翼を大切にする一方、みのりを自分にとって言うことの聞ける都合のいい女としか見ていない。
高校時代に2学年下のみのりに偶然を装って近づき交際を続けて結婚に至ったが最初から金目当てであった。理子との不倫関係（理子の妊娠も含む）だけでなくその事実も知られ正式な離婚を余儀なくされ親権を奪われる。

三宅 理子（みやけ りこ）
勇大の不倫相手。勇大とは高校時代の同級生。シングルマザー。
高校生のときに当時大学生だった隼人と交際して妊娠するが、彼に既に二股をかけられ逃げられてしまう。それ以来、未婚で渉を出産し、美容師の仕事をしながら女手一つで育てている。
渉の幼少時以来、勇大が理子と渉を気にかけたことをきっかけに次第に親密になり不倫関係へと変わる。渉が高校1年の時点で勇大の子（のちの麗香）を妊娠する。渉とみのりとの連絡やり取りをパソコンでこっそり見てしまい、渉への干渉的な態度を強める。離婚した勇大との再婚に応じずシングルマザーの道を進む。
7年後の時点でも美容院の経営を続けているが、逆恨みを持つ裕美（勇大の母）からの中傷コメントを受けバッシングされ追い詰められる。渉に助けを求めるも拒絶され、中傷コメントをきっかけに客足が遠退き多額の借金を抱えたあとは美容院を閉店する。精神的に疲弊しマンションの屋上から飛び降りようとする手前で、駆けつけたみのりと渉に止められる。みのりに渉を託したあとも生活や借金完済のために工場などで働き続ける。実家に預けている麗華とは実家で会うようになる。

三宅 渉（みやけ わたる）
理子の息子。高校2~3年生 →（7年後）小学校教師。（初登場時）17~8歳 →（7年後）25歳。
担任から学習塾の新しいチューターとして紹介されたみのりと初めて知り合う。それ以来、勉学に力が入り成績が伸びる。苦労しながら自分を大切に育ててくれる理子に感謝する一方、理子からの過干渉な言動を鬱陶しく感じる。
7年後の時点で教師として翼や田口咲里（えみり）の通う小学校に赴任して指導する。

如月 翼（きさらぎ つばさ）→ 久米 翼（くめ つばさ）
みのりと勇大の息子。（初登場時）3歳 →（7年後） 10歳（小学4年生）。
聡明に育ったため、人の気持ちには敏感。
両親の離婚後、みのりとともに海の近くの田舎に移住、「Garden」の経営を両立するみのりに育てられる。

堀 紗良（ほり さら）
みのりの高校時代の親友。（初登場時）30歳 → （7年後）37-38歳。弁護士。
勇大と理子との不倫関係をみのりから聞かされたことを機に、みのりの離婚をサポートする。渉に接触したみのりの深入りを心配する一方、渉を利用価値がある人物として直感する。

楠木 一郎（くすのき いちろう）
勇大の会社の後輩。営業部勤務。勇大を尊敬する。（初登場時）28歳。

如月 裕美（きさらぎ ひろみ）
勇大の母親。（初登場）59歳 → （7年後）66-67歳。家事代行。
普段はみのりのサポートをして、翼の面倒を見てくれる。
勇大が生まれてすぐに離婚してシングルマザーとなり、グループ財閥の月城家で家政婦を務め続けてきた過去がある。家政婦だった頃、月城家の御曹司の不倫相手が亡くなったこと、不倫相手との間に設けた隠し子（＝みのり）に多額の財産を渡すことを知ってしまう。金銭に関しては執着はあり、勇大とともに強欲な性格。勇大の通う高校にみのりがいることを知り、金の目的で勇大とみのりを交際目的で接近させ結婚へこぎつけた。
現会長の月城進の不倫問題をかつて記者に暴露した張本人で、そのことをみのりと進に知られ、みのりから家事代行の契約解除をさせられる。
7年後になっても勇大と同様にみのりに借金している。開業と経営でそれぞれ幸せになるみのりと理子への僻みと憎悪を持ち、キッズカフェ「Garden」や理子の美容院に中傷コメントを投稿する。

久米 茂信（くめ しげのぶ）
みのりの母方の祖父。娘・美幸を交通事故で失ったたあと、美幸が一人で育ててきたみのりを長年育ててきた。当初は進を快く思わなかったが、自身の死期が近づいたときにみのりに実父が進であることを告白した。一児の母となったみのりたちに見守られながら咽頭癌で亡くなる。

月城 進（つきしろ すすむ）
宝飾ブランド「TSUKISHIRO JEWELRY」を展開する月城グループ現会長。みのりの実父。まだ会長になる前の若かりし頃、「TSUKISHIRO JEWELRY」の店舗で販売従業員の久米美幸に恋愛感情を抱いた。既婚者でありながら美幸との不倫関係を持つが、美幸がみのりを妊娠していた頃に当時会長だった父親により不倫スキャンダルの件で美幸との別れを余儀なくされ、隠し子であるみのりとも会うことはできなかった。
ある日、街中で再会した美幸から5歳を迎えた頃のみのりの写真を見せられて「みのりに会ってほしい」と頼まれるが、会社での立場を気にして美幸を拒絶。その場を去る直後に後を追いかけてきた美幸が走行中のトラックに轢かれて死亡してしまう。それ以来責任を感じ続け、みのりを長年気にかけていた。
みのりの祖父（美幸の父）の茂信の葬式では、自分を恨んでいた茂信の遺影の前でみのりを養育し続けてくれたことに感謝した。みのりからの協力要請を受け、みのりと勇大との離婚、裕美や勇大への制裁などに協力する。

田口 琥太郎（たぐち こたろう）
翼の通う小学校の同級生・咲里（えみり）の父親。シングルファーザーで、みのりの経営する親子カフェ「ガーデン」の常連。みのりのことを憎からず思っている。みのりが紗良と協力し如月家への法的手段目的で東京にいるうちは自宅で翼を預かって面倒を見ている。

三宅 麗香（みやけ れいか）
理子の長女。翼の異母妹で、渉の異父妹。（初登場時・7年後）7歳で、小学1年生。
実父は勇大だが、麗香が生まれる前には既に理子が勇大との不倫関係を解消し、また勇大とみのりが離婚した。
16歳年上の渉が翼の小学校に小学校教師として赴任している頃、理子と2人暮らししている。理子の美容院のことで裕美がコメント中傷したのをきっかけに、自身が不倫の子としてクラスメイトから一時期無視されるようになった。不倫バッシングにより客足の途絶えた美容院を閉店した理子が借金返済のために働きに出るようになり、三宅家の祖父母（理子の両親）のもとに預けられ養育される。

## 書誌情報
- 赤石真菜（原作・脚本）・MUGEN FACTORY（作画）・HykeComic/AMUSE（制作） 『夫の家庭を壊すまで』 双葉社〈アクションコミックス〉、既刊1巻（2025年4月24日現在）
  1. 2025年4月24日発売[5][6]、ISBN 978-4-575-86077-1

## テレビドラマ
2024年7月8日から9月30日までテレビ東京系「ドラマプレミア23」枠で放送された。主演は松本まりか。第8話までを第一章、7年後を描いた第9話から第二章としている。

### キャスト

#### 主要人物
如月みのり（きさらぎ みのり） / 久米みのり
演 - 松本まりか（高校生時代：茅本梨々華、幼少期：木内天奏）
主人公。私生児。高校の時から付き合っていた勇大と結婚し、息子もできて幸せな生活を送っている。しかし、ある日、夫が他の女性と付き合っていることに気づく。
如月勇大（きさらぎ ゆうだい）
演 - 竹財輝之助（高校生時代：渡辺優哉、幼少期：渋谷そらじ）
みのりの夫。母親の裕美に頭の上がらないマザコン。実は理子と不倫している。
三宅理子（みやけ りこ）
演 - 野波麻帆（高校生時代：山下愛織）
美容師。勇大の不倫相手で高校の同級生。未婚のシングルマザー。
三宅渉（みやけ わたる）
演 - 野村康太（幼少期：市野叶）
理子の息子。高校生。みのりと同じく私生児。

#### 周辺人物
如月裕美（きさらぎ ひろみ）
演 - 麻生祐未
勇大の母。みのりを支える心優しき義母。
如月翼 / 久米翼
演 - 湯本晴（幼少期）、嶽本渚琉（小学生期）
みのりと勇大の1人息子。
堀紗良（ほり さら）
演 - 太田莉菜（高校生時代：石川古都）
みのりの高校の同級生で弁護士。
武藤花音（むとう かのん）
演 - 田中美久
みのりに対抗心を燃やす女子高生。渉と同じ塾に通う。ドラマオリジナルキャラクター。
楠木一郎（くすのき いちろう）
演 - 太田将熙
勇大が勤める会社の後輩。
松崎和歌子（まつざき わかこ）
演 - 中島百依子（ダウ90000）
勇大が勤める会社の新入社員。不倫には寛大な考えを持つ。
三河花
演 - 片桐美穂
勇大の会社の社員。
五島奈美
演 - 川久保晴
勇大の会社の社員。

#### ゲスト
第1話
久米美幸
演 - 紺野まひる（第2話・第4話 - 第7話）
みのりの母。シングルマザーでみのりを育てていたが、みのりが幼い頃に交通事故で亡くなっている。
塾講師
演 - 西村誠治（第2話・第5話）
三宅渉が通う塾の講師。
ニュースキャスター
演 - 中原みなみ（テレ東アナウンサー、第3話）

第4話
久米茂信
演 - 中村育二（第5話 - 第7話）
娘・美幸の死後、みのりを育ててきた祖父。実は癌で余命いくばくもなく、第5話でみのりに実父のことを話す。
第5話
月城進
演 - 石黒賢（第6話・第7話・最終話）
月城ジュエリーも経営する月城グループのトップ。実はみのりの実父。
第6話
月城進の父、妻
演 - 山野史人（第7話）、中島さやか（第7話）
月城進の父と進の妻。
社員
演 - 別当優作（第7話）
月城グループの社員。週刊誌に進の不倫がリークされた件で、月城家の家政婦をしている如月裕美を呼びにくる。
第7話
ネイリスト
演 - 三輪晴香
如月裕美が来店するネイルサロンのスタッフ。
第9話
田口琥太郎
演 - 忍成修吾（第10話 - 最終話）
如月翼のクラスメイト・咲里の父。シングルファーザー。みのりが経営する親子カフェ「ガーデン」の常連で、みのりのことを憎からず思っている。
小野春奈、来栖優子
演 - 佐藤夕美子（第10話 - 最終話）、異儀田夏葉（第10話 - 最終話）
みのりのママ友。カフェ「ガーデン」の常連客。
田口咲里（たぐち えみり）
演 - 五藤倭衣（第10話 - 最終話）
琥太郎の娘。翼のクラスメイト。
勇大の同僚
演 - こくぼつよし、相楽孝仁

カフェ店員
演 - 尾台彩香（第10話）
カフェ「ガーデン」の店員。
三宅麗香
演 - 長谷川澪（第11話）
三宅理子と如月勇大の間に生まれた子。渉の異父妹で翼の異母妹。渉のことが大好きなお兄ちゃんっ子。
第10話
女子大生
演 - 佐藤愉環
渉の大学時代の同級生。
第11話
裕美の同僚
演 - 斉藤麻衣子、笹野美由紀
如月裕美が勇大たちの離婚後に働き出したスーパーの同僚。如月親子の噂を聞きつけ、裕美に辛くあたる。
小学生
演 - 小野瀬悠生、饗庭琉衣
翼の小学校の男子生徒。みのりに対する誹謗中傷を知り、翼を無視する。

### スタッフ
- 原作 - 赤石真菜「夫の家庭を壊すまで」（HykeComic / Amuse）[32]
- 脚本 - 岸本鮎佳、加藤綾子[32]
- 音楽 - 岡出莉菜[32]
- 主題歌 - ざきのすけ。「down under」（ソニー・ミュージックレーベルズ）[33]
- エンディングテーマ - SARM「高級フレンチよりあなたとつくる深夜のフレンチトーストがすき。」（369music）[33]
- 監督 - 上田迅（ザ・ワークス）、室井岳人、吉田大蔵[32]
- チーフプロデューサー - 大和健太郎（テレビ東京）[32]
- プロデューサー - 森田昇（テレビ東京）、祖父江里奈（テレビ東京）、阿南史剛（アミューズ）、多湖亮太（ザ・ワークス）、高橋優子（ザ・ワークス）[32]
- 制作 - テレビ東京、ザ・ワークス[32]
- 製作著作 - 「夫の家庭を壊すまで」製作委員会[32]

### 受賞
- TVerアワード2024 ドラマ特別賞[34]

### 放送日程
| 話数   | 放送日  | サブタイトル                                        | 脚本            | 監督     |
| ------ | ------- | --------------------------------------------------- | --------------- | -------- |
| 第1話  | 7月08日 | 夫にはもう一つ家庭がありました。                    | 岸本鮎佳        | 上田迅   |
| 第2話  | 7月15日 | 戦慄! 夫の不倫を裁くハサミ                          | 岸本鮎佳        | 上田迅   |
| 第3話  | 7月22日 | サレ妻vs愛人! 美容室で乱れ髪バトル!?恐怖の直接対決! | 岸本鮎佳        | 室井岳人 |
| 第4話  | 7月29日 | 不倫相手に逆襲!? 誘う大人の世界…                    | 加藤綾子        | 室井岳人 |
| 第5話  | 8月12日 | 17年越しの仕組まれた不倫!?                          | 加藤綾子        | 上田迅   |
| 第6話  | 8月19日 | 突然の来訪…あふれる禁断の想い                       | 加藤綾子        | 室井岳人 |
| 第7話  | 8月26日 | 反撃開始…夫と義母に制裁を!                          | 岸本鮎佳        | 上田迅   |
| 第8話  | 9月02日 | サレ妻…涙の復讐完了                                 | 岸本鮎佳        | 上田迅   |
| 第9話  | 9月09日 | 新章へ! 今度は私が罰を受ける番                      | 加藤綾子        | 室井岳人 |
| 第10話 | 9月16日 | 雨の密会…あふれる恋情                               | 加藤綾子        | 吉田大蔵 |
| 第11話 | 9月23日 | 疑心暗鬼の連鎖…怪文書の犯人は                       | 岸本鮎佳 上田迅 | 吉田大蔵 |
| 最終話 | 9月30日 | サレ妻の復讐劇…堂々完結!                            | 岸本鮎佳 上田迅 | 上田迅   |

- 8月5日は『パリオリンピック 卓球女子団体1回戦  日本 VS  ポーランド』（16:35 - 翌0:40）中継放送のため、休止。
- 第10話・第11話は10分繰り下げられ、23時16分 - 翌0時5分に放送された。

### 放送局
| 放送期間               | 放送時間                  | 放送局         | 対象地域       | 備考       |
| ---------------------- | ------------------------- | -------------- | -------------- | ---------- |
| 2024年7月8日 - 9月30日 | 月曜 23:06 - 23:55        | テレビ東京     | 関東広域圏     | 製作局     |
|                        |                           | テレビ北海道   | 北海道         |            |
|                        |                           | テレビ愛知     | 愛知県         |            |
|                        |                           | テレビ大阪     | 大阪府         |            |
|                        |                           | テレビせとうち | 岡山県・香川県 |            |
|                        |                           | TVQ九州放送    | 福岡県         |            |
|                        |                           | びわ湖放送     | 滋賀県         | [ 注釈 1 ] |
|                        |                           | 奈良テレビ放送 | 奈良県         | [ 注釈 2 ] |
|                        |                           | テレビ和歌山   | 和歌山県       |            |
| 2024年9月9日 - 10月1日 | 月曜 - 木曜 15:50 - 16:40 | 熊本県民テレビ | 熊本県         | [ 注釈 3 ] |

### ネット配信
| 配信開始月 | 配信サイト     | 配信料金     | 備考           |
| ---------- | -------------- | ------------ | -------------- |
| 2024年7月  | ネットもテレ東 | 広告付き無料 | 見逃し配信     |
| 2024年7月  | TVer           | 広告付き無料 | 見逃し配信     |
| 2024年7月  | U-NEXT         | 定額制有料   | 独占見放題配信 |
| 2024年7月  | Lemino         | 定額制有料   | 独占見放題配信 |

| テレビ東京系 ドラマプレミア23 | テレビ東京系 ドラマプレミア23                 | テレビ東京系 ドラマプレミア23        |
| 前番組                        | 番組名                                        | 次番組                               |
| ----------------------------- | --------------------------------------------- | ------------------------------------ |
| 95 （2024年4月8日 - 6月10日） | 夫の家庭を壊すまで （2024年7月8日 - 9月30日） | Qrosの女 （2024年10月7日 - 12月9日） |